# Tococa macroptera
Tococa macroptera là một loài thực vật có hoa trong họ Mua. Loài này được Naudin miêu tả khoa học đầu tiên năm 1850.